# 奧古斯都 (小說)
《奥古斯都》（Augustus）是美国作家约翰·威廉斯所著的一部书信体历史小说，1972年维京出版社初版。它讲述了罗马帝国开国皇帝奥古斯都的一生，前半部分讲述了奥古斯都的崛起，后半部分讲述了他的统治，尤其重点描写了他和女儿尤利娅之间的关系。与许多当代史家不同，威廉斯以较为同情的观点看待这位皇帝。1973年，该书与约翰·巴思的《喀迈拉》（Chimera）共同获得了美国国家图书奖。

## 情节
屋大维是罗马独裁官尤里乌斯·凯撒的甥孙及养子，深得舅公器重。在他的朋友中有阿格里帕、萨尔维迭努斯、梅赛纳斯。凯撒遇刺后，他先是与元老院的旧敌迪基姆斯结盟，打击安东尼。后又与马克·安东尼、雷必达组成了后三头同盟，通过一连串整肃肃清了凯撒的政敌，打败了布鲁图斯、卡西乌斯等人的军团。期间好友萨尔维迭努斯亦因投靠安东尼被揭发而自杀。阿格里帕打败了安东尼及埃及女王克里奥帕特拉，二人自杀，女王与凯撒的孩子则被屋大维以有野心为由处死。
罗马进入了和平时期，学者尼古拉乌斯奉犹太王之命到罗马给奥古斯都作传。已成为罗马皇帝的他与诗人贺拉斯、维吉尔等有过交游，并保住了后者的嘱咐销毁的遗作《埃涅阿斯纪》。皇帝本打算将权利交给阿格里帕和后人，并将最心爱的女儿尤利娅嫁给了他，怎奈阿格里帕先他而去。尤利娅最终被嫁给了屋大维第三任妻子李维娅之子、残暴不仁的提比略，这一任丈夫是她深深憎恶的。她婚后韵事不断，情人中有好几个参与阴谋刺杀屋大维和提比略之人，包括老安东尼之子尤卢斯·安东尼。奥古斯都为了避免她被提比略定为叛国，自己以通奸的罪名将她流放。最终，到了快去世时，皇帝认为他一生为之奋斗的一切皆已付诸东流。